# فاطمة ديامي
فاطمة ديامي (من مواليد 22 سبتمبر 1996) لاعبة رياضية إسبانية من أصول سنغالية مُتخصصة في الوثب الثلاثي. مثلت بلدها في بطولة العالم 2017 دون أن تصل إلى النهائي. فازت بميدالية برونزية في الوثب الطويل في بطولة أوروبا للشباب 2015.

## روابط خارجية
- فاطمة ديامي على موقع الاتحاد الدولي لألعاب القوى (الإنجليزية)
- فاطمة ديامي على موقع اللجنة الأولمبية الدولية (الإنجليزية)
- فاطمة ديامي على موقع أوليمبيديا (الإنجليزية)
- فاطمة ديامي على موقع اللجنة الأولمبية الإسبانية (الإسبانية)